# Krzyk wolności
Cry Freedom – brytyjski film biograficzny w reżyserii Richarda Attenborough z 1987, opowiadający historię życia południowoafrykańskiego bojownika o równouprawnienie rdzennych mieszkańców RPA, Stevena Biko. Rolę Biko gra Denzel Washington.
Film nakręcony na podstawie książek Donalda Woodsa: Biko oraz Asking for Trouble.

## Obsada
- Denzel Washington – Steve Biko
- Kevin Kline – Donald Woods
- Penelope Wilton – Wendy Woods
- John Thaw – Jimmy Kruger
- Robert Jones – Charles Jenkins
- John Hargreaves – Bruce Haigh
- Ian Richardson – prokurator stanowy
- Josette Simon – Mamphela Ramphele
- Juanita Waterman – Ntsiki Biko